# Sinclairs dansskola
Sinclairs dansskola, grundad 1997, är en dansskola  i Sverige. Sinclairs dansskolor är medlemmar i Sveriges Dansorganisation, och finns i Göteborg, Mölnlycke samt Solna.
Genom åren har många framgångsrika dansare inlett sin karriär vid Sinclairs dansskolor, som undervisat flera svenska och nordiska mästare samt representanter för Sverige vid Europamästerskap och världsmästerskap. Några av de dansare som dansat på Sinclairs är Calle Sterner, Sigrid Bernson och Charlotte Sinclair, som är en av grundarna.